# Мьянманско-саудовские отношения
Мьянманско-саудовские отношения — двусторонние отношения между Саудовской Аравией и Мьянмой. Мьянма имеет посольство в Эр-Рияде, а Саудовская Аравия — в Янгоне.

## Отношения между странами
Страны установили дипломатические отношения только в 2004 году.
Отношения между Саудовской Аравией и Мьянмой начали привлекать к себе внимание мировой общественности лишь после того, как в 2012 году в Мьянме прошли антимусульманские погромы против народа рохинджа. Саудовская Аравия в значительной степени, безусловно, воздерживалась от осуждения Мьянмы из-за экономических интересов в АСЕАН, с помощью которого Саудовская Аравия стремилась расширить свои интересы и экономические отношения с Китаем. Однако Саудовская Аравия раскритиковала Мьянму за жестокое обращение с гражданским населением и расширила им гуманитарную помощь, хотя Китай продолжил сотрудничество с Мьянмой.
Саудовская Аравия приняла 250 тысяч мьянманских мусульман с 2009 года. После смерти короля Абдаллы в 2015 году, новый король Салман предпринял более жёсткий подход, задержав трёх тысяч рохиндж, прежде чем вернуть их обратно в Мьянму и Бангладеш в 2019 году. В 2020 году отношение Саудовской Аравии к рохинджинским беженцам было неоднозначным: страна предоставила убежище 190 тысячам мьянманских мусульман, в то же время поступали сообщения о депортации ещё одной группы беженцев-рохинджа.